# Northern Exposure
Northern Exposure is een Amerikaanse tragikomische televisieserie, bedacht door Joshua Brand en John Falsey. De serie werd oorspronkelijk van 12 juli 1990 tot en met 26 juli 1995 uitgezonden door CBS, met een totaal van 110 afleveringen verdeeld over zes seizoenen. Northern Exposure won zowel in 1992 als in 1993 de Golden Globe voor beste dramaserie. Daarnaast won de productie 25 andere prijzen, waaronder Primetime Emmy Awards voor beste dramaserie, beste art direction, beste cinematografie in een serie, beste montage, beste aflevering in een dramaserie (voor aflevering Seoul Mates), beste bijrolspeelster in een dramaserie (Valerie Mahaffey) en beste geluidsmontage.

## Uitgangspunt
New Yorker Joel Fleischman komt na het afronden van zijn studie geneeskunde aan in het (fictieve) plaatsje Cicely in Alaska. Hij heeft een contract getekend om hier vier jaar aan de slag te gaan als plaatselijke dokter, om zo de studielening af te betalen die hij van de staat Alaska kreeg om zijn opleiding te financieren. Cicely blijkt een plaats waar de bewoners op hun eigen manier met elkaar omgaan en doen wat ze doen. Fleischman komt daardoor meer dan eens in hem verrassende situaties terecht.

## Rolverdeling
| Acteur            | Personage             |
| ----------------- | --------------------- |
| John Corbett      | Chris Steven          |
| Cynthia Geary     | Shelly Marie Tambo    |
| John Cullum       | Holling Vincoeur      |
| Barry Corbin      | Maurice J. Minnifield |
| Rob Morrow        | Joel Fleischman       |
| Janine Turner     | Maggie O'Connell      |
| Darren E. Burrows | Ed Chigliak           |